# Gerd Wenzel
Gerd Jurgen Wenzel (Berlim, 7 de fevereiro de 1943) é um comentarista de futebol teuto-brasileiro. Também atuou como pastor da Igreja Presbiteriana do Brasil e consultor de eventos corporativos para empresas multinacionais. Atualmente, é comentarista dos jogos relacionados ao futebol alemão transmitidos pelo aplicativo OneFootball, além de manter uma coluna no site brasileiro da emissora Deutsche Welle e o podcast Bundesliga no ar distribuído pela Central3.
Entre 1991 e 1994, fez parte da equipe da TV Cultura que foi pioneira em transmissões da Bundesliga em TV aberta no Brasil como comentarista e tradutor, junto com o narrador José Góes e o jornalista José Trajano. Depois dessa experiência, teve longeva carreira nos canais ESPN durante as décadas de 2000 e 2010, cobrindo os diversos campeonatos de futebol da Alemanha, os jogos internacionais de clubes alemães e também os jogos da Seleção Alemã de Futebol. De 2004 até 2020, manteve o portal Bundesliga.com.br, com notícias e estatísticas relacionadas ao futebol alemão. À vista disso, é considerado como o principal comentarista de futebol alemão no Brasil.

## Biografia

### Infância na Alemanha
Gerd nasceu em Berlim, no bairro de Prenzlauer Berg, em 1943, durante a Segunda Guerra Mundial. Seu pai, Herbert Wenzel, fez parte do exército nazista que tentava conter o ataque soviético, dois anos depois do nascimento do filho. Herbert abandonou a trincheira quando percebeu que era iminente a derrubada das forças de Hitler e do nazismo pelas forças aliadas. Ficou escondido no porão de casa durante quatro meses, esperando o fim da guerra. Os ferimentos da guerra deixaram o pai de Gerd com a saúde debilitada. Com a rendição alemã, Herbert passou a ser almoxarife em uma fábrica metalúrgica, onde até trabalhou até sua morte, em 1952. Na época da morte de seu pai, Gerd tinha apenas 9 anos de idade. Jogar futebol era uma das atividades favoritas de Gerd, ainda que os campos para a prática eram terrenos onde antes existiam prédios que foram bombardeados durante a guerra. O seu time de coração na Alemanha é o Union Berlin, por conta do seu pai que era torcedor do FC Olympia Oberschöneweide, clube que deu origem ao time de Berlim Oriental.
No ano seguinte, por conta da situação complicada da Alemanha pós-guerra, uma família judaica que havia se refugiado ainda na década de 1930 ofereceu abrigo para mãe de Gerd e seu filho no Brasil. A mãe de Gerd havia trabalhado para essa família antes deles partirem rumo ao continente sul-americano. Para fugir de Berlim Oriental rumo ao Brasil, a família Wenzel deveria abandonar todos os seus bens e embarcar em um navio em Berlim Ocidental, sem que fossem percebidos como desertores pelos soldados da Alemanha Oriental que faziam o controle de passageiros. Em agosto de 1955, Gerd e sua mãe embarcaram no navio com destino ao porto de Santos, com uma parada no Rio de Janeiro, apenas com a roupa que estavam vestindo e uma pequena mala.

### Chegada ao Brasil
Depois de 21 dias de viagem de navio, Gerd e sua mãe chegaram ao Brasil, em 21 de agosto de 1955. Na primeira parada do navio, no Rio de Janeiro, Gerd ficou deslumbrado com a paisagem que avistou da embarcação. Durante essa pausa na viagem, teve a oportunidade de experimentar, pela primeira vez, feijoada com arroz. Na sobremesa comeu mamão, que também não conhecia, e acabou devorando até as sementes da fruta, as quais normalmente são descartadas por serem amargas e picantes.
Radicados em São Paulo, sua mãe foi procurar uma escola para matriculá-lo. Por conta do seu currículo escolar era oriundo da Alemanha Oriental, Gerd não foi aceito no Colégio Visconde de Porto Seguro, o colégio alemão de São Paulo. Desta forma, acabou sendo matriculado no Colégio Pais Leme, localizado na esquina entre Avenida Paulista e a Rua Augusta. Com isso, teve a imersão na cultura brasileira a partir dos seus 12 anos, facilitando o seu aprendizado ao idioma local. Ainda nessa época, poucos meses depois, Gerd foi pela primeira vez ao estádio no Brasil e assistiu uma partida entre Palmeiras e Santos no Estádio do Pacaembu. Antes do Santos sagrar-se vitorioso naquela disputa, já estava encantado com o uniforme branco e o futebol praticado pelos santistas. Tornou-se torcedor do clube naquele momento.

### Carreira eclesiástica e perseguições durante a ditadura militar
Em 1967 formou-se em Teologia na Faculdade de Teologia Metodista Livre e filiou-se à Igreja Presbiteriana do Brasil. No ano seguinte, começou a atuar como pastor em Governador Valadares, Minas Gerais. Com poucos meses exercendo a profissão, Gerd foi considerado subversivo pelos dirigentes da própria igreja por utilizar o método de alfabetização criado pelo educador e filósofo Paulo Freire. Foi expulso da instituição e denunciado ao Departamento de Ordem Política e Social (DOPS) de Minas Gerais. Em março de 1969, foi preso pelos agentes da ditadura militar e passou uma semana encarcerado. Em um desses dias de cárcere, ficou sob interrogatório exaustivo dos agentes da Polícia Federal. Eles questionavam se Gerd era vinculado ao Partido Comunista, ao regime da Alemanha Oriental ou à União Soviética. Foi necessária a intervenção do Embaixador Von Holleben da República Federal Alemã para que fosse solto. Mesmo com o inquérito arquivado, Gerd foi detido mais duas vezes, nos anos de 1970 e 1977, pelo DOPS e Polícia Federal de São Paulo. Em ambos os casos, foi liberado após prestar os depoimentos necessários. Em 1989, foi readmitido pela Igreja Presbiteriana por iniciativa do Reverendo Adão Carlos do Nascimento, mas logo licenciou-se do cargo.

### Marketing e eventos corporativos
Em 1969, mesmo ano que foi preso pela primeira vez, decidiu deixar a carreira eclesiástica e passou a estudar Administração de Empresas na Fundação Getúlio Vargas, onde também fez uma especialização em Marketing. Com isso, entre a década de 1970 e 1980, passou a exercer funções diversas no departamento de Marketing e Comunicação de algumas empresas alemãs que estavam no Brasil, como a Mercedes-Benz, Hoescht e Boehringer Ingelheim. Em 1988 abriu sua própria empresa para a promoção de eventos corporativos, realizando simpósios, convenções e conferências internacionais envolvendo diversas empresas transacionais no Brasil e no exterior.

## Comentarista de futebol

### TV Cultura
Em 1991, recebeu o convite de Roberto Muylaert, presidente da TV Cultura, para fazer parte das primeiras transmissões de uma emissora brasileira em sinal aberto de jogos do Campeonato Alemão de Futebol. Esse convite veio através de seu amigo Antonio Alberto Prado, que na época era assessor de imprensa da Bayer. A empresa alemã era a patrocinadora das transmissões e precisava de alguém que fosse capaz de traduzir para o português os materiais vindos da emissora alemã Premiere. Antonio indicou Gerd para a função, que sentiu-se inseguro por nunca ter participado de qualquer evento televisivo mas aceitou o convite. Uma das suas missões era fazer a tradução simultânea dos comentários feitos por Franz Beckenbauer diretamente da Alemanha.
A primeira transmissão que Gerd participou foi de uma partida entre MSV Duisburg e Hansa Rostock, realizada em 8 de setembro de 1991, válido pela 8ª rodada da Bundesliga 1991/92. O jogo terminou com o placar de 2–0 para o MSV Duisburg. O curioso foi que devido a falta de informações, a equipe de transmissão foi induzida a iniciar a transmissão se referindo aos clubes com os nomes trocados entre si, já que ambos os times entraram com seu uniforme reserva e o uniforme reserva do MSV Duisburg assemelhava-se ao uniforme titular do Hansa Rostock e vice-versa. Um telespectador entrou em contato com a emissora por telefone e a errata foi feita aos 20 minutos do primeiro tempo, desfazendo a confusão inicial.
Mesmo com a gafe no primeiro jogo, Gerd foi mantido no posto e foi ganhando confiança a cada transmissão para ir além da tradução e fazer seus próprios comentários. Para ter as informações dos jogos e do campeonato, Gerd contava com um piloto da Lufthansa que trazia os jornais de final de semana direto do continente europeu. Como era a única pessoa da equipe que dominava o idioma alemão, Gerd tinha que traduzir todas as novidades para a equipe, o que acabou sendo um exercício de especialização no assunto. Participou até o fim das transmissões da TV Cultura em 1994.

### Canais ESPN e Bundesliga.com.br
No final da década de 1990, a ESPN passou a transmitir alguns jogos de campeonatos de futebol internacionais, entre eles a Bundesliga. Com isso, José Trajano, diretor de programação do canal, passou a convidar Gerd para fazer participações pontuais. No início de 2002, a parceria foi selada oficialmente e Gerd tornou-se o comentarista especializado em futebol alemão dos canais ESPN.
Em 2004 lançou o portal Bundesliga.com.br, site especializado em futebol alemão com as notícias e tabelas com resultados e classificações dos campeonatos do país. O site foi atualizado até 2020.
Durante sua trajetória na emissora, Gerd tornou-se a voz do futebol alemão no Brasil e ficou marcado pela dupla com o narrador Rogério Vaughan nas transmissões dos jogos da Bundesliga. Além disso, o seu afago de despedida repetido a cada encerramento de transmissão virou um bordão conhecido e repetido pelos telespectadores. Além da Bundesliga, da Copa da Alemanha e dos jogos dos times alemães pelas competições intercontinentais, Gerd pode cobrir a Copa do Mundo de 2006 in loco, realizada no seu país natal. Dado que Gerd tinha experiência em produzir e realizar eventos corporativos, ele foi escolhido pela emissora para ser responsável por organizar toda a logística da ESPN Brasil durante a cobertura da competição na Alemanha, além de atuar como comentarista durante os jogos da seleção alemã.. Gerd também aparecia como especialista em futebol alemão em diversos programas da emissora como o Futebol no Mundo, no telejornal Sportscenter e também nas transmissões feitas via rádio pela Rádio Eldorado-ESPN.
No último trimestre de 2020, o canal não renovou os direitos de transmissão da Bundesliga, limitando o escopo de Gerd apenas para os jogos da Copa da Alemanha. Devido a essa restrição, Gerd decidiu não renovar seu contrato e entrou em um acordo com a emissora. Sendo assim, o comentarista deixou os canais ESPN depois de 18 anos de serviços prestados.

### Colunas, cinebiografia e novas mídias
Durante o ano de 2016 foi colunista da sucursal brasileira do site Goal.com.
Em 2017 lançou o podcast Bundesliga no ar junto com o jornalista Paulo Junior, distribuído pela Central3. O semanário sobre futebol alemão em áudio segue na ativa, agora com Gerd dividindo os microfones com o jornalista Leandro Iamin, com episódios inéditos às quintas-feiras.
No ano seguinte, passou a publicar semanalmente a coluna Halbzeit no site da emissora alemã Deutsche Welle, todas as terças-feiras. Além disso, passou a enviar esporadicamente vídeos para seu canal no YouTube, fazendo comentários a respeito das atualidades do futebol alemão.
Após o anúncio de saída dos canais ESPN em novembro de 2020, passou a participar das transmissões da Bundesliga pelo aplicativo OneFootball como comentarista.
A vida de Gerd foi retratada no curta-metragem "Meu Amigo Alemão", dirigido por Paulo Junior, lançado na Mostra Competitiva de Curtas do festival de Cinema Cinefoot, realizado em 2020.

## Ligações Externas
- Bundesliga no ar na Central3
- Gerd Wenzel no Twitter
- Halbzeit na Deutsche Welle